# Protopteryx
Protopteryx (лат.) — род примитивных энанциорнисовых птиц, включающий единственный вид — Protopteryx fengningensis. Жили во времена раннемеловой эпохи (132,9—125,0 млн лет назад) на территории современного Китая.
Родовое название Protopteryx образовано от лат. proto — «первый из» и др.-греч. πτέρυξ — «крыло» или «перо», буквально означает «первейшее перо» и отражает тот факт, что перья Protopteryx более примитивны, чем у современных птиц, например, у двух удлинённых хвостовых перьев отсутствуют бородки и крючочки.

## История изучения
Впервые ископаемые остатки рода были обнаружены в бассейне Сичаку, слоях формации Исянь (Yixian) или формации Хуайцзин (Huajiying) провинции Хэбэй (север-восток Китая). Вторая находка сделана в формации Дагейбоу (Dageibou).

## Систематика
Protopteryx является одним из самых примитивных из известных представителей энанциорнисовых птиц. Он появился после археоптерикса (самой примитивной из известных птиц) и конфуциусорниса. Protopteryx более примитивен, чем роды Eocathayornis и Paraprotopteryx.

## Описание
Окаменелости Protopteryx показывают, что эти птицы могли поверхностно напоминать современных скворцов. Длина тела взрослой особи составляла около 10 см без учёта длины хвостовых перьев. Зубы Protopteryx были коническими и без зазубрин, а на некоторых зубах была резорбционная ямка, похожая на таковую у археоптерикса. Тело было покрыто тремя типами перьев: пуховые перья, маховые перья и длинные, похожие на ленты хвостовые перья. Средняя длина перьев на теле составляла 12 мм. Бородки пуховых перьев были пластинчатыми, а не волосоподобными, с «лохматыми» кончиками. Самая характерная черта Protopteryx — наличие только одной пары длинных хвостовых перьев, которые несли бородки лишь на самых концах. Ближе к основанию хвостовые перья постепенно становились тонкими и игловидными. Единственная современная птица со схожим типом перьев хвоста — красная райская птица. На дальних концах хвостовых перьев также отсутствуют крючочки.

## Палеобиология
Protopteryx являлся частью меловой биоты Жэхэ, к которой относят множество наземных и пресноводных групп позвоночных Зубы Protopteryx похожи на зубы археоптерикса, указывают на аналогичную диету.

### Адаптации перьев
Protopteryx имел перья, похожие на перья современных птиц, а также развитые прокоракоид, килеподобную грудину, наружную бугристость плечевой кости и дельтовидный гребень. Все эти черты указывают на то, что мышцы этой птицы были хорошо приспособлены для полёта. С современными птицами, а также с археоптериксом и конфуциусорнисом Protopteryx разделяет такую особенность, как асимметричные перья крыла. Хвостовые перья лишены бородок и крючочков вблизи тела, что предполагает иные, кроме полёта, функции, такие как демонстрация, терморегуляция или сенсорное использование.